# جان باورز (هنرپیشه)
جان باورز (انگلیسی: John Bowers؛ ‏ ‎/ˈbaʊ.ərz/‎؛ ‏ ۲۵ دسامبر ۱۸۸۵ – ۱۷ نوامبر ۱۹۳۶) بازیگر اهل ایالات متحده آمریکا بود. وی بین سال‌های ۱۹۱۴ تا ۱۹۳۱ میلادی فعالیت می‌کرد.
از فیلم‌ها یا برنامه‌های تلویزیونی که وی در آن نقش داشته‌است، می‌توان به بانگ خاموش، بتسی راس و اعترافات یک ملکه اشاره کرد.